# Максимово (Шольский сельсовет)
Максимово — деревня в Белозерском районе Вологодской области.
Входит в состав Шольского сельского поселения, с точки зрения административно-территориального деления — в Шольский сельсовет.
Расположена на берегу Красного ручья. Расстояние по автодороге до районного центра Белозерска составляет 98 км, до центра муниципального образования села Зубово — 5 км. Ближайшие населённые пункты — Гаврино, Першино, Смолино.
По данным переписи в 2002 году постоянного населения не было.